# Dicladocerus exoteliae
Dicladocerus exoteliae är en stekelart som beskrevs av Yoshimoto 1976. Dicladocerus exoteliae ingår i släktet Dicladocerus och familjen finglanssteklar. Inga underarter finns listade i Catalogue of Life.